# Helga Backhoff-Malmquist
Helga Backhoff-Malmquist, född 1916 i Petrograd, död 2006, var en svensk översättare. Hon översatte från ryska och (i mindre utsträckning) från tyska och engelska. Bland författare hon översatte märks klassiker som Dostojevskij, Gorkij, Tjechov och Tolstoj. Parallellt med översättandet anlitades hon ofta som tolk, ledde kvällskurser i ryska och var reseledare för gruppresor i Sovjetunionen. Synproblem gjorde att hennes översättningar efter 1960-talet blev få. Hon var även fackligt engagerad i Översättarsektionen inom Sveriges författarförbund.

## Biografi
Helga Backhoff-Malmquist var dotter till Gustav Adolf Backhoff och hans hustru Herta samt gift med civilingenjören Lars Malmquist.

## Översättningar (urval)
- Nikolaj Gogol: Taras Bulba, Den förfärliga hämnden (Folket i bild, 1946) [Taras Bulba översatt av Carl Elof Svenning]
- Leonid Andrejev: Det röda skrattet och andra berättelser (Natur och kultur, 1957)
- Leo Tolstoj: Från unga år (Natur och kultur, 1962–1963)
- Nikolaj Leskov: Den förseglade ängeln och andra berättelser (Natur och kultur, 1964)
- Zenta Maurina: Exilens tragik: svenska dagböcker (Norstedt, 1966)
- Ryska sagor och hjältesånger: en antologi (Natur och kultur, 1967)
- Gavriil Troepolskij: Vita Bim med svart öra (Belyj Bim černoe ucho) (Rabén & Sjögren, 1978)
- Fjodor Dostojevskij: Ynglingen (Podrostok) (Wahlström & Widstrand, 1988)

## Priser
- Sveriges Författarfonds premium till personer för belöning av litterär förtjänst 1970